# Бизнес Online
«Бизнес Online» — общественно-политическая интернет-газета, созданная в 2007 году в Республике Татарстан.

## Об издании
По итогам ежегодного всероссийского конкурса деловой журналистики Российского союза промышленников и предпринимателей 2013 года газета «Бизнес Online» признана лучшим региональным изданием.
В 2015 году «Бизнес Online» стал лауреатом всероссийского конкурса на лучшее освещение темы межэтнического взаимодействия и этнокультурного развития народов «СМИротворец» в номинации «Интернет», завоевав второе место.
Спортивный блог газеты также представлен на сайте Sports.ru.
Отмечается, что деловая электронная газета «Бизнес Online (Казань)» наряду с радиостанцией «Business FM Санкт-Петербург» представляют собой новый продукт «медиареальности, который включает в себя полноценное использование возможностей социальных сетей». Их относят к тому типу многоканальных СМИ, «которые на внутренних (сайт, радио, телеканал) и сторонних площадках (социальные сети, мессенджеры) предоставляют аудитории полноценный и разнообразный контент, при этом ни одна из платформ не доминирует над другой».
Представители издания заявляют, что оно «является экономически самостоятельным, в состав его учредителей не входят государственные структуры и крупные бизнес-группы».

## Критика
В конце декабря 2014 года Роскомнадзор направил газете письменное предупреждение в связи с тем, что наряду с BFM.ru, Полит.ру и Медиазоной, она допустила «публикацию материалов, содержащих публичные призывы к изменению основ конституционного строя».